# Biblioteca Națională a Letoniei
Biblioteca Națională din Letonia (în letonă Latvijas Nacionālā bibliotēka), cunoscută și sub numele de Castelul de Lumină (Gaismas Pils), este o instituție culturală națională sub supravegherea Ministerului Culturii din Letonia. Biblioteca Națională a Letoniei a fost înființată în 1919, după proclamarea Republicii Independente din Letonia în 1918. Primul supraveghetor al Bibliotecii a fost Jānis Misiņš, bibliotecar și fondator al bibliografiei științifice din Letonia (1862-1945).
Astăzi, biblioteca joacă un rol important în dezvoltarea societății informaționale din Letonia, oferind accesul la internet locuitorilor și sprijină cercetarea și educația pe tot parcursul vieții.

## Legături externe
- Official site of the National Library of Latvia
- Project of the new building of the NLL
- Friends of the National Library of Latvia
- National Library of Latvia at Google Cultural Institute
- Message to the future readers
- Live from the construction site
- World Wide Science

1. ↑  Bibliotēku statistika (în letonă), Latvijas Republikas Kultūras ministrija[*], accesat în 17 octombrie 2019